# Roman de Brut
Le Roman de Brut, ou Brut, est une histoire légendaire de l'ile de Bretagne, en 14 866 vers octosyllabiques, rédigée en langue anglo-normande (roman) par Wace.

## Genèse
Probablement commencé vers 1150, le Roman de Brut est achevé en 1155. Ce roman, dédié à la reine d’Angleterre Aliénor d'Aquitaine, relate l’histoire de l’ancêtre supposé du roi Henri II Plantagenêt, Brut, qui aurait lui-même eu pour aïeux Brutus, premier de l'île de Bretagne, et Énée.
Le matériau narratif du Roman de Brut est tiré de l’Historia regum Britanniae de Geoffroy de Monmouth, habile œuvre de propagande destinée à asseoir la légitimité des Plantagenêts, en reprenant l’histoire de l’île de Bretagne pour remonter jusqu’au temps du mythique Brutus de Troie. Lorsque Wace, qui ne croit pas à la véracité historique de l’histoire de « la Roünde Table dont Breton dient mainte fable » (v. 9750-1), fait suggérer à Merlin l'Enchanteur une communauté d’intérêts entre Normands et Bretons contre les Saxons, qui rechignent à accepter la domination normande, il permet néanmoins, ce faisant, à Henri II de se réapproprier la légende arthurienne et de se présenter comme son héritier légitime.
Le Roman de Brut fut la plus populaire des œuvres de Wace, et elle survit, en tant que telle, dans plus de trente manuscrits ou fragments. Le roman a fait l'objet d'adaptations en prose par Rusticien de Pise et le pseudo « Élie de Boron », et d'une traduction en anglais par Layamon.

## Analyses

### Le genre duBrut
La question générique du Roman de Brut a posé de nombreuses questions aux médiévistes ; poème hybride, même s'il s'agit d'un texte à l'intrigue historiographique, que défend Laurence Matthey-Maille en parlant d'"écriture de l'histoire", son écriture laisse toutefois entendre qu'il est hybride, entre la chanson de geste ("la geste des Bretuns" v. 14859), et le roman tel qu'il apparait dès Chrétien de Troyes, où déjà des décors, des émotions, des caractères sont développés par l'auteur anglo-normand. Quelques passages du Brut appartiennent au genre très localisé du poème prophétique, tel que celui des "prophéties de Merlin" composé spécialement en décasyllabe (uniquement présent dans le ms. D. de la Durham Library).

### Motifs et traits de style
Le poème possède de nombreuses répétitions tant sur le plan de son schéma général, que sur celui des passages typiques waciens tels que les combats contre les géants, Corineus contre Gogmagog et Arthur contre Rithon, les scènes de tempêtes (déjà présentes dans ses premières vies de saints), ainsi qu'au niveau de vers entiers. Certaines scènes formulaires portent les traces de la chanson de geste, scènes d'équipements de mêlées, de morts de rois, etc.
Les digressions par l'usage de la paraphrase sont de même très employées. Et lorsque son auteur ne peut expliquer un évènement qui ne se trouve ni dans l'Historia ni dans les sources latines antérieures il emploie cette même méthode pour dire qu'il ne sait pas : « Il en est de même de l'effet du non-dire qui est tout de même dit, et qui se développe en deux grandes catégories. La première qui contraste avec les pléonasmes dans lesquels le narrateur-auteur s'abandonne ; ils ne font que préciser en toute honnêteté qu'il ne sait pas (par rapport à des informations qui pourraient apparaître comme inédites, mais qui ne sont ni présentes dans ses sources directes, la chronique de Geoffroy et celle de Gaimar en vers, ni même chez Gildas ou Bède. Et les autres, où c'est Wace lui-même qui n'ose guère se prononcer sur des détails liés à l'histoire des fondations imaginaires, mais qui seraient trop proches d'une légitimité qu'il ne se sent pas d'inventer, ou même de détailler plus avant. »

### Fin du récit
Wace termine son œuvre à la manière de Turold dans le manuscrit d'Oxford de la Chanson de Roland : « Ci fait la geste des Bretuns ; E la ligne des Baruns Ki del lignage Bruti vindrent. »